# Eleccions parlamentàries poloneses de 1985
Les Eleccions parlamentàries poloneses de 1985 es van celebrar a la República Popular de Polònia per a renovar el Sejm el 13 d'octubre de 1985, amb el Partit Comunista i els partits satèl·lits en un sistema de candidatures úniques per circumscripció, cosa que facilitava que sempre sortissin elegits el mateix nombre d'escons per als diferents partits. La participació fou del 79%. Foren les últimes eleccions durant la dictadura comunista i la perestroika encara era incipient.

## Resultats
|                                 |                                 |                                 |                                 |            |        |           |     |
| Partit                          | Partit                          | Partit                          | Partit                          | Vots       | %      | Escons    | +/- |
|                                 | PRON                            |                                 | Partit Obrer Unificat Polonès   |            |        | 245 / 460 | 16  |
|                                 | PRON                            | Partit Popular Unit             | 106 / 460                       | 7          |        |           |     |
|                                 | PRON                            | Partit Demòcrata                | 35 / 460                        | 2          |        |           |     |
|                                 | PRON                            | Independents                    | 74 / 460                        | 25         |        |           |     |
| Vots vàlids                     | Vots vàlids                     | Vots vàlids                     | Vots vàlids                     | 20,489,086 | 99.68  | –         |     |
| Vots invàlids                   | Vots invàlids                   | Vots invàlids                   | Vots invàlids                   | 65,096     | 0.32   | –         |     |
| Total                           | Total                           | Total                           | Total                           | 20,554,182 | 100.00 | 460       |     |
| Votants registrats/participació | Votants registrats/participació | Votants registrats/participació | Votants registrats/participació | 26,065,497 | 78.86  | –         |     |
| Font: Nohlen & Stöver           |                                 |                                 |                                 |            |        |           |     |